# Pere Puigserver i Burguera
Pere Puigserver i Burguera (* 1965 in Campos) ist ein spanischer Biochemiker.

## Leben
Er wurde auf der spanischen Mittelmeerinsel Mallorca geboren und studierte Biologie und Biochemie an der Universitat de les Illes Baleares und wurde in Biochemie promoviert. Er forschte an der Universität Stockholm auf dem Gebiet der Physiologie. Am Children´s Hospital der Harvard Medical School sowie am Dana-Farber-Krebs-Institut beschäftigte er sich mit Kardiologie, an der Harvard Medical School mit Zellbiologie. Es folgten Forschungen am Department of Cell Biology der Johns Hopkins University School of Medicine in Baltimore, USA.
Seine Forschungsarbeiten befassen sich insbesondere mit Mechanismen in Zellen in Zusammenhang mit Insulin und Faktoren, die das Überleben von Zellen ermöglicht. Darüber hinaus befasst er sich mit hormonellen und ernährungsseitigen Einflüssen auf den Prozess der Alterung und der Heilung metabolischer Krankheiten wie Diabetes, Adipositas und Erkrankungen der Herzgefäße. Er sucht nach Möglichkeiten, den Alterungsprozess und die damit einhergehenden Alterskrankheiten zu verzögern.
Er ist mit der Biologin Francisca Vázquez i Servera (* 1970) verheiratet, mit der in einem Forschungsteam arbeitet.